# Samsung Galaxy Z Flip 4
El Samsung Galaxy Z Flip 4 (estilizado como Samsung Galaxy Z Flip4) es un teléfono inteligente plegable que forma parte de la serie Samsung Galaxy Z. Este dispositivo se anunció en agosto de 2022, fue lanzado a principios de septiembre de 2022.

## Diseño
El Z Flip 4 utiliza el mismo formato clamshell que el Z Flip con un marco de aluminio. Cuenta con dos cámaras frontales de 12MP de resolución. La cámara principal cuenta con un apertura focal de f/1.8, y la secundaria enfocado a tomas de gran angular, la reduce hasta f/2.2. Cuenta con una pantalla de 6,7 pulgadas protegida por un vidrio ultrafino fabricado por Samsung, que se puede plegar. Adicionalmente cuenta con una taza de refrezco de 120hz. Al plegarse el dispositivo tiene un ancho de 4,2 pulgadas. Una vez que está plegado, el logotipo de Samsung aparece en el centro de la bisagra. También adopta una pantalla de cubierta de 1,9 pulgadas. Este cambio en la pantalla de portada permite a los usuarios descargar widgets como música, clima, alarma, temporizador, grabadora de voz, programa de hoy, Samsung Health, calendario, contactos y algunos más.
El Samsung Galaxy Z Flip 4 está disponible en cuatro colores: Grafito, oro rosa, Bora Purple y azul.
| Color | Nombre      |
| ----- | ----------- |
|       | Grafito     |
|       | Oro rosa    |
|       | Bora Purple |
|       | Azul        |